# دوران ذاتي

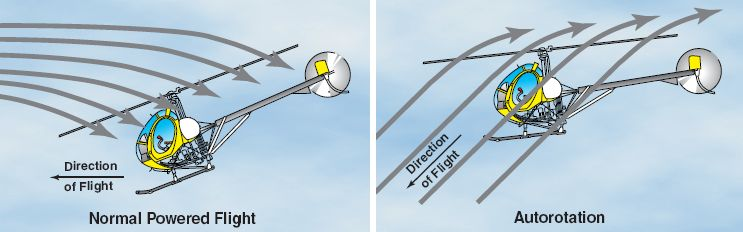
كيفية عمل الدوران الذاتي

الدوران الذاتي (بالإنجليزية: Autorotation)‏ هي ظاهرة تكون ناتجة من نشوء الدوران والرفع الخارجة من الدوار الرئيسي للحوامة أو المروحية خلال قوة حركة الهواء. في حالات خاصة، يستخدم الدوران الذاتي بالتشغيل الاعتيادي للأوتوجايرو (Autogyro) كأساس لميكانيكية الرفع، بيد أنها تستخدم بالمروحية فقط بالحالات الضرورية كإخفاق المحرك أو التروس.

## الدوران الذاتي بالمروحية

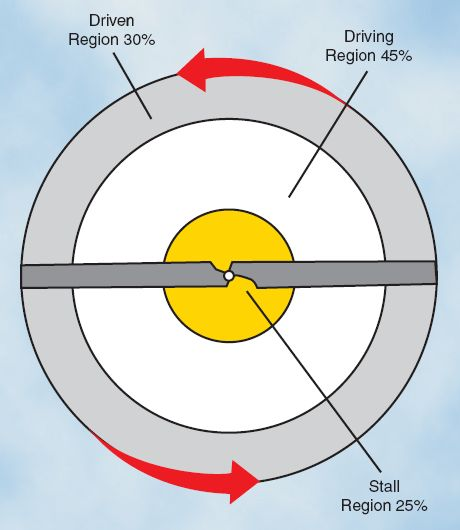
نطاقات الريشة من مقطع عمودي

الدوران الذاتي هو ظاهرة معقدة نوعا ما متضمنة على توازن القوى الحركية الهوائية «الإيروديناميكة» المتعاكسة خلال مراوح المروحية. وبسبب الاختلاف السريع في السرعة الجوية ورقم الماخ وزاوية المواجهة التي تصادف الريش خلال دورتها الكاملة. تحليل عملية التحريك الهوائية للدوار يظهر مشكلة صعبة في ديناميكيات الموائع. وبوجه عام فإن الجزء القريب من المحور الحركي يميل إلى زيادة سرعة الدوران، والجزء الأقرب لطرف الريشة يعطي تفوق بقوة الرفع. مقاومة الهواء الديناميكية الناتجة من جزء الشفرة الخارجي تعاكس قوة دوران الجزء الداخلي، وهكذا تصل سرعة الدوار عند نقطة توازن التي يتعادل عندها عزم الدوران لكل منهما. توازن السرعة يعتمد على عدة عوامل بالإضافة لسرعة الدوار خلال الهواء، الزاوية ما بين شفرات الطائرة المتحركة والهواء الضارب بها، ووضع يد التحكم للدوار.